# Drosophila pallidifrons
Drosophila pallidifrons är en tvåvingeart som beskrevs av Wheeler 1969.

## Taxonomi och släktskap
Drosophila pallidifrons ingår i artgruppen Drosophila immigrans och artundergruppen Drosophila nasuta.

## Utbredning
Artens utbredningsområde är Mikronesien.